# Aksai Chin (meteoryt)
Aksai Chin – meteoryt kamienny należący do chondrytów oliwinowo-bronzytowych H 5, znaleziony  19 lipca 2012 roku w regionie autonomicznym  Sinciang w Chinach. Zebrano w sumie 2,4 kg materii meteorytowej. 